# Robert Zander
Robert Zander   (Luleå, 18 de setembre de 1895 - Göteborg, 27 de juny de 1966) va ser un futbolista suec, que jugava com a porter, que va competir entre 1918 i 1931. Jugà a l'Örgryte IS (1918-1927) i al Redbergslids Idrottsklubb Fotboll (1930-1931). Amb la selecció de futbol de Suècia va jugar 20 partits entre 1918 i 1926. Va jugar la competició de futbol dels Jocs Olímpics d'Anvers, on Suècia quedà eliminada en quarts de final, i fou seleccionat, però no jugà cap partit als Jocs de París, on l'equip suec guanyà la medalla de bronze.